# Amín Harít
Amín Harít (arabsky: أمين حارث) (* 18. června 1997) je marocký profesionální fotbalista, který hraje na pozici ofenzivního záložníka za francouzský klub Olympique Marseille. Narodil se ve Francii, ale hraje za marocký národní tým.

## Mládí
Harít se narodil a vyrůstal v Pontoise ve Francii v rodině marockých rodičů a francouzské občanství získal 27. srpna 2003 na základě naturalizace svých rodičů.

## Klubová kariéra

### Nantes
Harit debutoval v Ligue 1 13. srpna 2016 proti Dijonu. Odehrál celý zápas v výhře 1:0 na hřišti soupeře.

### Schalke
Dne 10. července 2017 Schalke 04 oznámilo, že s Harítem podepsalo čtyřletou smlouvu. Svůj debut v německém klubu si odbyl 14. srpna v DFB-Pokalu proti BFC Dynamo. Zápas začal v základní sestavě a v poločase byl vystřídán při venkovní výhře 2:0.
Dne 25. listopadu 2017 vstřelil Harít svůj vůbec první gól v Bundeslize proti regionálním rivalům z Borussie Dortmund, když Schalke dokázalo v historickém Revierderby remizovat 4:4 i přes to, že prohrávalo již 4:0. Byl jmenován 'Nováčkem měsíce' Bundesligy za prosinec 2017 a následně získal cenu 'Nováček roku' Bundesligy za sezónu 2017/18.
Dne 11. prosince 2019 prodloužil Harít svou smlouvu se Schalke o další tři roky, do roku 2024.

### Marseille
Dne 2. září 2021 bylo oznámeno, že Harít byl na jednu sezónu zapůjčen do klubu Olympique Marseille na sezónu 2021/22. Svůj debut za klub si odbyl při venkovním vítězství 2:0 v Ligue 1 nad Monacem, kdy asistoval při druhém gólu. V následujícím zápase proti Rennes vstřelil Harít gól, když nastoupil v 59. minutě a skóroval o 12 minut později, což byl jeho první gól za Marseille. Dne 20. dubna 2022 vstřelil vítězný gól při domácím vítězství 3:2 nad svým bývalým klubem Nantes.
Dne 1. září 2022 se Harít znovu připojil k Marseille na roční hostování, tentokrát s možností trvalého přestupu. 7. listopadu byl jeho přestup do Marseille zpečetěn za poplatek kolem 5 milionů eur. Poté, co odehrál svůj patnáctý zápas v sezoně, byla aktivována klauzule o povinném odkupu v jeho smlouvě.

## Reprezentační kariéra
Harit hrál za francouzské národní mládežnické týmy od U18 až po U21. Je marockého původu a odmítl povolání do marockého národního týmu U19 v říjnu 2015. Dokonce znovu hrál za Francii. Nicméně 12. září 2017 se Harít rozhodl přestoupit k marockému národnímu týmu.
Dne 7. října 2017 debutoval Harít za Maroko v kvalifikaci na Mistrovství světa ve fotbale 2018 proti Gabonu na Stade Mohammed V v Casablance, když nahradil Nurdína Amrabata v 90. minutě při vítězství 3:0.
V květnu 2018 byl zařazen do 23členného týmu Maroka pro Mistrovství světa ve fotbale 2018 v Rusku.
Dne 10. listopadu 2022 byl zařazen do 26členného kádru Maroka na Mistrovství světa ve fotbale 2022 v Kataru. 13. listopadu si přivodil zranění kolena, které ho vyřadilo z turnaje.
Dne 17. října 2023 vstřelil Harít svůj první gól za národní tým při vítězství 3:0 nad Libérií.

## Osobní život
V červnu 2018 byl Harít za volantem při smrtelné dopravní nehodě v Marrákeši, která vedla k úmrtí 28letého chodce. Méně než tři týdny po nehodě se Harít vrátil k tréninku se Schalke. Marocký hráč byl později odsouzen k čtyřměsíčnímu podmíněnému trestu a pokutě přibližně 8 600 dirhamů (780 eur).
Dne 20. března 2020, během raných fází pandemie covidu-19, navštívil Harít shisha bar, zatímco ignoroval klubovou izolaci. Později bylo hlášeno, že Harít dostal od Schalke pokutu 100 000 eur.

## Statistiky

### Klubové
Platí k zápasu hranému 12. dubna 2025.
| Klub                  | Sezóna            | Liga                   | Liga   | Liga | Národní pohár | Národní pohár | Ligový pohár | Ligový pohár | Kontinentální | Kontinentální | Celkově | Celkově |
| Klub                  | Sezóna            | Soutěž                 | Zápasy | Góly | Zápasy        | Góly          | Zápasy       | Góly         | Zápasy        | Góly          | Zápasy  | Góly    |
| --------------------- | ----------------- | ---------------------- | ------ | ---- | ------------- | ------------- | ------------ | ------------ | ------------- | ------------- | ------- | ------- |
| Nantes B              | 2015/16           | Championnat National 3 | 15     | 0    | —             | —             | —            | —            | —             | —             | 15      | 0       |
| Nantes                | 2016/17           | Ligue 1                | 30     | 1    | 1             | 0             | 3            | 0            | —             | —             | 34      | 1       |
| Schalke               | 2017/18           | Bundesliga             | 31     | 3    | 4             | 0             | —            | —            | —             | —             | 35      | 3       |
| Schalke               | 2018/19           | Bundesliga             | 18     | 1    | 2             | 0             | —            | —            | 5             | 0             | 25      | 1       |
| Schalke               | 2019/20           | Bundesliga             | 25     | 6    | 3             | 1             | —            | —            | —             | —             | 28      | 7       |
| Schalke               | 2020/21           | Bundesliga             | 28     | 2    | 3             | 0             | —            | —            | —             | —             | 31      | 2       |
| Schalke               | Celkově           | Celkově                | 102    | 12   | 12            | 1             | —            | —            | 5             | 0             | 119     | 13      |
| Marseille (hostování) | 2021/22           | Ligue 1                | 23     | 4    | 2             | 1             | —            | —            | 9             | 0             | 34      | 5       |
| Marseille (hostování) | 2022/23           | Ligue 1                | 10     | 0    | 0             | 0             | —            | —            | 6             | 1             | 16      | 1       |
| Marseille             | 2023/24           | Ligue 1                | 28     | 1    | 0             | 0             | —            | —            | 16            | 1             | 44      | 2       |
| Marseille             | 2024/25           | Ligue 1                | 10     | 2    | 0             | 0             | —            | —            | —             | —             | 10      | 2       |
| Marseille             | Celkově           | Celkově                | 71     | 7    | 2             | 1             | —            | —            | 31            | 2             | 104     | 10      |
| Celkově v kariéře     | Celkově v kariéře | Celkově v kariéře      | 218    | 20   | 15            | 2             | 3            | 0            | 36            | 2             | 272     | 24      |

### Reprezentační
Platí k zápas hranému 30. ledna 2024.
| Národní tým | Rok     | Zápasy | Góly |
| ----------- | ------- | ------ | ---- |
| Maroko      | 2017    | 2      | 0    |
| Maroko      | 2018    | 5      | 0    |
| Maroko      | 2019    | 3      | 0    |
| Maroko      | 2020    | 1      | 0    |
| Maroko      | 2021    | 0      | 0    |
| Maroko      | 2022    | 5      | 0    |
| Maroko      | 2023    | 4      | 1    |
| Maroko      | 2024    | 4      | 0    |
| Celkově     | Celkově | 24     | 1    |

Skóre a výsledky Maroka jsou vždy zapsány jako první. Góly Amína Haríta jsou zvýrazněny.
| Gól | Datum          | Místo                         | Soupeř  | Skóre | Výsledek | Soutěž                                   |
| --- | -------------- | ----------------------------- | ------- | ----- | -------- | ---------------------------------------- |
| 1.  | 17. října 2023 | Adrar Stadium, Agádír, Maroko | Libérie | 1:0   | 3:0      | Kvalifikace na Africký pohár národů 2023 |

## Úspěchy
Francie U19
- Mistrovství Evropy ve fotbale hráčů do 19 let: 2016

Individuální
- Tým turnaje Mistrovství Evropy ve fotbale hráčů do 19 let: 2016
- Nováček roku Bundesligy: 2017/18
- Mars d'Or (marocký mladý hráč roku): 2018
- Hráč měsíce Bundesligy: září 2019
- Nejvíce asistencí v Evropské lize UEFA: 2023/24